# 類轉錄活化因子核酸酶
類轉錄活化因子核酸酶（英語：Transcription activator-like effector nucleases, TALENs）是融合TAL因子DNA-结合区域和DNA剪切区域产生的人工制造的限制酶。
限制酶是在特定顺序剪切DNA链的酶。類轉錄活化因子(TALEs)可被快速改造后结合任意DNA顺序。

通过结合这样改造过的TALE和一个DNA剪切结构域，可以将限制酶改造以剪切任意想要的DNA顺序。当这些限制酶被引入细胞，可被用来做基因組原位编辑。